# Ferdinand von Seckendorff
Ferdinand Felix Karl Christoph Freiherr von Seckendorff (* 8. Dezember 1808 in Wiesbaden; † 15. Januar 1872 in Wetzlar) war ein preußischer Generalmajor.

## Leben

### Herkunft
Ferdinand war der zweite Sohn des nassauischen Regierungsrates und Kammerjunkers Karl von Seckendorff (1772–1840) und dessen Ehefrau Charlotte, geborene Grün (1771–1814).

### Militärkarriere
Nach dem Besuch des Gymnasiums in Koblenz trat Seckendorff am 16. Januar 1826 als Kanonier in die 8. Artillerie-Brigade der Preußischen Armee ein. Von 1827 bis 1829 absolvierte er die Vereinigte Artillerie- und Ingenieurschule, stieg Ende Dezember 1830 zum außeretatmäßigen Sekondeleutnant auf und wurde am 23. März 1831 mit Patent vom 24. November 1830 zum Artillerieoffizier ernannt. Am 1. März 1838 wurde er dann für ein Jahr in das 29. Infanterie-Regiment kommandiert und avancierte bis Ende Juni 1848 zum Hauptmann und Batteriechef. Am 1. Dezember 1853 rückte Seckendorff zum Hauptmann I. Klasse auf und war ab dem 4. Juni 1857 als Artillerieoffizier vom Platz in Köln tätig. In dieser Eigenschaft wurde er am 18. September 1857 zum Major befördert und am 19. Oktober 1858 zum Kommandeur der II. Abteilung im 8. Artillerie-Regiment ernannt. Er wurde am 18. Oktober 1861 zum Oberstleutnant befördert und am 9. Januar 1864 unter Stellung à la suite als Kommandant in die Festung Spandau versetzt. Am 25. Juni 1864 zum Oberst befördert, kam er am 18. April 1865 als Kommandeur in das Brandenburgische Festungsartillerie-Regiment Nr. 3 (General-Feldzeugmeister). Er erhielt am 2. November 1867 den Charakter als Generalmajor und wurde mit Pension zur Disposition gestellt. Er starb am 15. Januar 1872 in Wetzlar.
Sein Abteilungskommandeur schrieb 1847 in seiner Beurteilung: Von sehr guter moralischer Führung und anständigem Benehmen, ist tätig und brauchbar im Dienst, besitzt gute wissenschaftliche Kenntnisse. Eignet sich zur Beförderung in seiner Tour.

### Familie
Seckendorff heiratete am 11. Dezember 1838 in Koblenz Bianka Granzberg (1815–1863), eine Tochter des Rentiers Friedrich Granzberg aus Wiesbaden. Das Paar hatte mehrere Kinder:
- Eduard Friedrich (* 1842), Telegraphendirektor
- Friedrich Ferdinand (1844–1898), preußischer Major ⚭ 1872 Marie Jepsen (1850–1913)
- Ella (* 1854) ⚭ 1876 Eduard Liehr († 1894), preußischer Major

Nach dem Tod seiner ersten Frau heiratete er am 4. Oktober 1864 in Wetzlar Johanna Charlotte Hiepe (1837–1907), eine Tochter des Apothekers und Wetzlarer Stadtrates Siegmund Friedrich Hiepe (1799–1861). Aus der Ehe gingen die Töchter Helene Charlotte (* 1866) und Frieda (* 1868) hervor.